# Ernst Bernhard Schlegel
Ernst Bernhard Schlegel (* 17. Januar 1838 in Stockholm; † 8. Dezember 1896 ebenda) war ein schwedischer Notar, Genealoge, Heraldiker und Topograph.

## Leben
Sein Vater war Weinhändler. Er studierte 1854 bis 1864 in Uppsala und arbeitete anschließend als außerordentlicher Notar bei der Handelskammer.
Seine Beamtenlaufbahn hat er nicht länger verfolgt, sondern sich seinen Forschungen und daraus resultierenden Veröffentlichungen verschrieben.

## Werke
- Svensk heraldik, 1874
- Den med sköldebref förlänade men ej å riddarhuset introducerade svenska adelns ättartaflor, 1875 (mit Carl Arvid Klingspor)
- Slottet Wijk, 1876
- Slottet Engsö, 1877
- Uplands herregårdar, 1877–1881
- Bergqvara gods och slott, 1897